# Dominique-Charles Planchet
Dominique-Charles Planchet est un organiste et compositeur français, né à Castanet le 25 décembre 1857 et mort à Versailles le 19 juillet 1946.

## Biographie
Planchet fait ses études à l'École Niedermeyer de Paris où il est élève d'Eugène Gigout et obtient les premiers prix d'harmonie, plain-chant et composition musicale, avant de devenir maître de chapelle de la cathédrale de Versailles en 1878 puis organiste titulaire de cette même église en 1891. À son tour, il sera professeur d'harmonie à l'école Niedermeyer.
En 1887 il est nommé officier d'académie dans l'ordre des Palmes académiques. Prenant la succession d'Émile Bouichère, il devient maître de chapelle de l’église de la Sainte-Trinité de Paris en 1895, poste qu'il occupera jusqu'à sa retraite. Pour ses œuvres de musique de chambre il est lauréat du prix Chartier en 1905.
Il obtient un 2e prix au concours Comœdia de 1921 avec Ildis, sur un livret de Louis Payen, et est le rédacteur de l'article (rédigé en 1927) « L'art du maître de chapelle » du volume 4 de la deuxième partie de l'Encyclopédie de la musique et dictionnaire du Conservatoire. En 1936 il reçoit le prix Jacques Durand de l'Académie des beaux-arts. 
Comme compositeur, outre quelques pièces symphoniques et lyriques, il est surtout l'auteur de nombreuses partitions de musique religieuse ou d'orgue. Quant à ses deux grandes pages de musique de chambre (une sonate pour violon et piano et un trio avec piano), elles sont décrites par Adolphe Piriou comme une musique qui « se distingue par une forte sensibilité musicale alliée à une bonne technique. [...] L'ensemble de cette sonate est admirablement proportionné. Le type de mélodie de Planchet montre parfois l'influence de l'école franckiste, notamment dans le Trio, bien qu'il n'appartienne pas à ce groupe de musiciens. Son œuvre, très en avance sur son temps, lui a valu une place élevée parmi les compositeurs de musique de chambre français. »  

## Œuvres
Parmi ses œuvres figurent :

### Musique vocale
- Cantate sur l'esclavage africain, poème de l'abbé Ribollet
- Le fils du Croisé, drame lyrique en 3 actes, livret de Paul Croiset
- Le Grand ferré, poème lyrique en 3 parties, livret de Louis Tiercelin
- Les Mystères douloureux, oratorio pour la semaine semaine, pour soli et chœurs avec cordes et orgue ou avec grand orchestre
- Messe à 3 voix mixtes, avec cordes ou orgue
- Rondel, duo ou chœur pour voix de femmes, poésie de Charles d'Orléans
- Hymne éternel, à quatre voix mixtes avec accompagnement d'orgue, paroles de Jean Racine
- Ave Verum, trio pour soprano, ténor et basse, et chœur à 4 voix, avec accompagnement
- Tantum ergo à 4 voix mixtes, avec accompagnement
- Quae est ista, chœur pour 3 voix de femmes, avec accompagnement d'orgue
- Da Pacem, solo de ténor et chœur à 4 voix
- O quam suavio est, pour quatre voix inégales avec accompagnement d'orgue
- Sub Tuum, à 4 voix
- Regina Coeli, à 4 voix
- Ave Maria, solo de mezzo-soprano ou ténor
- Crépusculaire, méditation pour une voix avec accompagnement de piano, poésie de Jean Lorrain
- Deux mélodies, poésies de Louis Tiercelin

### Musique symphonique
- Matinée de printemps, poème symphonique pour orchestre, créé en 1921 aux Concerts Lamoureux[14]
- La Baie des Trépassés, pour orchestre, créé en 1923 aux Concerts Lamoureux[15]
- Calendal, poème symphonique pour orchestre, créé en 1937 aux Concerts Colonne[16]
- Cortège historique, marche cortège pour orchestre
- Menuet entr'acte pour musique militaire

### Musique de chambre
- Sonate pour violon et piano[17]
- Trio pour violon, violoncelle et piano
- Chant nuptial pour violon, violoncelle, harpe ou piano, orgue et contrebasse
- Pièces pour violoncelle (ou violon) avec accompagnement de piano, op. 8
- Impromptu - gavotte pour piano et violon, op. 10

### Musique instrumentale
- 5 pièces pour orgue
- Cantilène, pour orgue
- Offertoire pour Pâques, pour orgue
- Prière, pour orgue
- Final, pour orgue
- Offertoire de la Pentecôte, pour orgue
- Rapsodie sur des Noëls, pour orgue ou harmonium
- Sur un Noël du XVIIIe siècle, pour piano
- Fantaisie pour harpe (morceau de concours du Conservatoire de Paris en 1922)[18]